# Duck Dodgers
Duck Dodgers ist eine US-amerikanische Zeichentrickserie von Warner Bros. Animation, die zwischen 2003 und 2005 erstausgestrahlt wurde. Sie basiert auf dem Daffy-Duck-Zeichentrickfilm Duck Dodgers in the 24½th Century (1953) von Chuck Jones. Es entstanden drei Staffeln mit insgesamt 39 Folgen. Erstmals wurde die Serie am 23. August 2003 auf Cartoon Network in den USA ausgestrahlt. Die deutsche Erstausstrahlung der ersten beiden Staffeln fand ab dem 29. April 2005 auf RTL II statt, spätere Wiederholungen auf Boomerang. Von der dritten Staffel wurde keine deutsche Fassung produziert.

## Handlung
Nach 351 eisigen Jahren in der Tiefkühltruhe eines Raumschiffes wacht der dusselige Duck Dodgers (Daffy Duck) in den Weiten des Weltraums auf. Nun versucht er das beste daraus zu machen und die anderen glauben zu lassen, dass er ein Held aus dem 21. Jahrhundert sei. Daher stellt man ihm ein neues Raumschiff und einen getreuen Assistenten (Schweinchen Dick) zur Verfügung, damit er noch mehr Heldentaten vollbringen kann. In dieser neuen Rolle erlebt er viele Abenteuer, während derer er es auch des Öfteren mit einem marsianischen Commander (Marvin der Marsmensch) zu tun bekommt.

## Synchronisation
Im englischen Original wurden Duck Dodgers sowie der marsianische Commander X-2 von Joe Alaskey und Schweinchen Dick von Bob Bergen synchronisiert. Die deutsche Bearbeitung der Serie erfolgte durch die Firma Interopa Film unter der Dialogregie von Andreas Hommelsheim. Duck Dodgers bekam die Stimme von Gerald Schaale verliehen. Santiago Ziesmer synchronisierte Schweinchen Dick.

## Episodenliste
| Staffel | Episodenanzahl | Erstausstrahlung USA | Erstausstrahlung USA | Deutschsprachige Erstausstrahlung | Deutschsprachige Erstausstrahlung |
| Staffel | Episodenanzahl | Staffelpremiere      | Staffelfinale        | Staffelpremiere                   | Staffelfinale                     |
| ------- | -------------- | -------------------- | -------------------- | --------------------------------- | --------------------------------- |
| 1       | 13             | 23. August 2003      | 13. November 2003    | 29. April 2005                    | 19. Mai 2005                      |
| 2       | 13             | 14. August 2004      | 25. Februar 2005     | 20. Mai 2005                      | 8. Juni 2005                      |
| 3       | 13             | 11. März 2005        | 11. November 2005    | –                                 | –                                 |

| Folge (gesamt) | Folge (Staffel) | dt. Titel                                                          | dt. Premiere  | Originaltitel                                  | Premiere      |
| -------------- | --------------- | ------------------------------------------------------------------ | ------------- | ---------------------------------------------- | ------------- |
| 1              | 1               | Einspruch – Euer Ehren! Duck Dodgers und das liebe Vieh            | 29. Apr. 2005 | The Trial of Duck Dodgers Big Bug Mamas        | 23. Aug. 2003 |
| 2              | 2               | Mein lieber Freund und Kupferstecher Die Gewitzten und Gefiederten | 2. Mai 2005   | The Fowl Friend The Fast & The Feathery        | 30. Aug. 2003 |
| 3              | 3               | Deckung, Dodgers! Der Spion, der mich nicht liebte                 | 3. Mai 2005   | Duck Deception The Spy Who Didn’t Love Me      | 6. Sep. 2003  |
| 4              | 4               | Alte Feindschaft rostet nicht Friede, Freude, Eierkuchen           | 4. Mai 2005   | Duck Codgers Where’s Baby Smartypants?         | 13. Sep. 2003 |
| 5              | 5               | Tanz der Fettsauger Ente auf der Flucht                            | 6. Mai 2005   | I’m Going to Get You Fat Sucka Detained Duck   | 20. Sep. 2003 |
| 6              | 6               | Das war’s aufm Mars! Nochmal Schwein gehabt                        | 9. Mai 2005   | K-9 Kaddy Pig of Action                        | 27. Sep. 2003 |
| 7              | 7               | Freibeuter des Weltalls                                            | 10. Mai 2005  | Shiver Me Dodgers                              | 4. Okt. 2003  |
| 8              | 8               | Spiel mir das Lied vom Idiot Entengrütze und Spatzenhirn           | 11. Mai 2005  | The Wrath of Canasta They Stole Dodgers’ Brain | 11. Okt. 2003 |
| 9              | 9               | Die Trojanische Laterne                                            | 12. Mai 2005  | The Green Loontern                             | 18. Okt. 2003 |
| 10             | 10              | Quarterback Quietsche-Entchen Die Liebe einer Ente                 | 13. Mai 2005  | Quarterback Quack To Love a Duck               | 25. Okt. 2003 |
| 11             | 11              | Film ab, Ton ab, Kopf ab …                                         | 17. Mai 2005  | Hooray for Hollywood Planet                    | 4. Nov. 2003  |
| 12             | 12              | Der Neu-Rosenkrieg Gelernt ist gelernt                             | 18. Mai 2005  | The Queen Is Wild Back to the Academy          | 8. Nov. 2003  |
| 13             | 13              | In aller Feindschaft Ente der Fahnenstange                         | 19. Mai 2005  | Enemy Yours Duck Departure                     | 13. Nov. 2003 |

| Folge (gesamt) | Folge (Staffel) | dt. Titel                                              | dt. Premiere | Originaltitel                                   | Premiere      |
| -------------- | --------------- | ------------------------------------------------------ | ------------ | ----------------------------------------------- | ------------- |
| 14             | 1               | Planet der Schweine                                    | 20. Mai 2005 | Pig Planet                                      | 14. Aug. 2004 |
| 15             | 2               | Kampfstern Beknacktica Jedem Tierchen sein Pläsierchen | 23. Mai 2005 | Invictus Interruptus Pet Peeved                 | 14. Aug. 2004 |
| 16             | 3               | Mythen, Monster, Mutationen Waidmannsheil!             | 24. Mai 2005 | The Menace Of Maninsuit K-9 Quarry              | 14. Aug. 2004 |
| 17             | 4               | Gut bei Stimme Wenn der Vater mit dem Sohne            | 25. Mai 2005 | Talent Show a Go-Go The Love of a Father        | 14. Aug. 2004 |
| 18             | 5               | Verrückt nach Dodgers Traumschiff Entensteiß           | 27. Mai 2005 | The New Cadet The Love Duck                     | 14. Aug. 2004 |
| 19             | 6               | Der Fudd geht um                                       | 30. Mai 2005 | The Fudd                                        | 14. Aug. 2004 |
| 20             | 7               | Die Maske des El Xero Die Geisterjäger                 | 31. Mai 2005 | The Mark of Xero I See Duck People              | 7. Jan. 2005  |
| 21             | 8               | Entenbrust und Teufelsbraten Szenen einer Ente         | 1. Juni 2005 | Deathmatch Duck Deconstructing Dodgers          | 14. Jan. 2005 |
| 22             | 9               | Dodgers – Reloaded Unsere kleine Weltraumfarm          | 2. Juni 2005 | M.M.O.R.P.D. Old McDodgers                      | 21. Jan. 2005 |
| 23             | 10              | Diva an Bord Dodgers allein zu Haus                    | 3. Juni 2005 | Diva Delivery Castle High                       | 28. Jan. 2005 |
| 24             | 11              | Beach Boy Duck Der Sushi-Samurai                       | 6. Juni 2005 | Surf The Stars Samurai Quack                    | 4. Feb. 2005  |
| 25             | 12              | Krieg der Welten – Teil 1                              | 7. Juni 2005 | Of Course You Know This Means War and Peace (1) | 25. Feb. 2005 |
| 26             | 13              | Krieg der Welten – Teil 2                              | 8. Juni 2005 | Of Course You Know This Means War and Peace (2) | 25. Feb. 2005 |

| Folge (gesamt) | Folge (Staffel) | Titel                                                         | Premiere      |
| -------------- | --------------- | ------------------------------------------------------------- | ------------- |
| 27             | 1               | Till Doom Do Us Part                                          | 11. Mär. 2005 |
| 28             | 2               | Villainstruck Just the Two of Us                              | 18. Mär. 2005 |
| 29             | 3               | The Kids Are All Wrong Win, Lose or Duck                      | 8. Apr. 2005  |
| 30             | 4               | Boar to Be Riled Clean Bill of Health                         | 15. Apr. 2005 |
| 31             | 5               | The Best of Captains, the Worst of Captains That’s Lifomatica | 22. Apr. 2005 |
| 32             | 6               | Diamond Boogie Corporate Pigfall                              | 16. Sep. 2005 |
| 33             | 7               | The Six Wazillion Dollar Duck                                 | 23. Sep. 2005 |
| 34             | 8               | Too Close for Combat The Fins of War                          | 30. Sep. 2005 |
| 35             | 9               | Good Duck Hunting Consumption Overruled                       | 7. Okt. 2005  |
| 36             | 10              | A Lame Duck Mind                                              | 14. Okt. 2005 |
| 37             | 11              | Master & Disaster All in the Crime Family                     | 21. Okt. 2005 |
| 38             | 12              | In Space, No One Can Here You Rock Ridealong Calamity         | 4. Nov. 2005  |
| 39             | 13              | Bonafide Heroes                                               | 11. Nov. 2005 |